# Driedorf
Driedorf är en kommun och ort i Lahn-Dill-Kreis i Regierungsbezirk Gießen i förbundslandet Hessen i Tyskland.